# The Now Now
The Now Now é o sexto álbum de estúdio da banda virtual britânica Gorillaz. O álbum foi lançado em 29 de junho de 2018 pela Parlophone e pela Warner Bros Records. O álbum foi mencionado pela primeira vez através de uma série de cartazes encontrados no All Points East Festival, e foi anunciado oficialmente dois dias depois. Os cartazes continham frases e um link para um site, que exibia um pequeno teaser contendo um trecho de uma nova música e a data de lançamento, 29 de junho. Em 31 de maio, dois singles do álbum, "Humility" e "Lake Zurich", foram lançados. Damon Albarn descreveu o álbum como "praticamente só eu cantando" e "muito parecido com o mundo de 2-D".

## Antecedentes
Após o lançamento de seu álbum de 2017, Humanz, Albarn confirmou que eles estavam "trabalhando em outro álbum do Gorillaz que vamos lançar no ano que vem." Em um show em Seattle em setembro de 2017, uma nova música chamada "Idaho" foi estreada. Em meados de março de 2018, em um show no Chile, Damon afirmou que o álbum tinha acabado recentemente e que seria lançado em breve. Durante esse show, eles debutaram outra nova música, "Hollywood", que tem a participação de Jamie Principle e Snoop Dogg. Ámês de maio, uma série de cartazes foi encontrada no All Points East Festival, que continha frases como "G é o número mágico (G is the Magic Number)" e "Salve-nos dele (Save Us From Him)" e uma URL. O último apontou para um teaser para o álbum que revelou o seu título e sua data de lançamento, 29 de junho. Ele também continha um pequeno trecho de uma nova música que mais tarde foi lançada como "Lake Zurich". Em 28 de maio, um dia depois do fim do festival, Emma de Caunes, esposa de Jamie Hewlett, o desenhista e animador do Gorillaz, postou uma imagem em sua conta no Instagram que confirmou oficialmente o lançamento do álbum.

## Gravação
De acordo com Albarn, The Now Now foi produzido em um período de tempo relativamente curto para que o Gorillaz tivesse um grande acervo de material novo para tocar nos próximos festivais. Falando em uma entrevista à Radio X, Albarn explicou: "Nós tivemos muita sorte de sermos oferecidos todos os festivais este ano nas costas do último disco [...]  mas eu não queria fazer isso a menos que eu tivesse algo novo para trabalhar, então a única opção era fazer um novo álbum muito rapidamente e não ter muitos convidados, porque isso leva muito tempo para organizar; apenas fazer tudo sozinho, na verdade".
Albarn creditou ao produtor James Ford por contribuir fortemente para a coesão lírica do álbum, afirmando: "Ele é um 'policial do bom senso', ele gosta que tudo faça sentido. Tradicionalmente, com o Gorillaz, eu não termino completamente, e deixei apenas a primeira vez que eu cantei algo ficar se parecer certo, mas ele estava tipo, 'apenas faça um pouco mais de sentido'. Se esse álbum faz mais sentido, é inteiramente graças a ele, não a mim".

## Lançamento e promoção
Em 31 de maio de 2018, o primeiro single do álbum, "Humility", fez sua estréia através do programa de rádio “Beats 1”, de Zane Lowe. No mesmo dia, foi lançado oficialmente como um download digital junto com um segundo single, "Lake Zurich", e o videoclipe oficial de “Humility”, com Jack Black. A canção foi anunciada no dia anterior. No mesmo dia, uma turnê norte-americana com sete datas para promover o álbum foi anunciada. Outra encenação do Demon Dayz Festival, um festival de música dirigido pelo Gorillaz, também foi anunciada. Pouco antes de seu lançamento, o álbum foi executado na íntegra em um show no Boiler Room em Tóquio, no Japão, posteriormente disponibilizado pelo canal da banda no YouTube.

## Recepção
| Críticas profissionais | Críticas profissionais |
| Pontuações agregadas   | Pontuações agregadas   |
| Fonte                  | Avaliação              |
| ---------------------- | ---------------------- |
| Metacritic             | 73/100                 |
| Avaliações da crítica  |                        |
| Fonte                  | Avaliação              |
| Allmusic               | [ 15 ]                 |
| The A.V. Club          | B                      |
| The Daily Telegraph    | [ 17 ]                 |
| The Guardian           | [ 18 ]                 |
| The Independent        | [ 19 ]                 |
| NME                    | [ 20 ]                 |
| Pitchfork Media        | (6.8/10)               |
| Q                      | [ 22 ]                 |
| Rolling Stone          | [ 23 ]                 |
| Uncut                  | (7/10)                 |

The Now Now recebeu críticas geralmente positivas dos críticos de música. O site agregador de resenhas Metacritic, que atribui uma classificação normalizada de 100 às resenhas dos críticos convencionais, atribuiu ao álbum uma pontuação média de 73, com base em 28 resenhas, indicando "resenhas geralmente favoráveis".
O álbum, que é um caso comparativamente simplificado, foi elogiado por sua simplicidade lírica e musical. Em sua análise, Thomas Smith, da NME, chamou-o de "audição alegre e aparada". De acordo com Will Hermes da Rolling Stone, a abordagem simplista resulta em "o LP mais coerente da banda até hoje". Muitos críticos compararam The Now Now com os dois álbuns anteriores da banda. Comentando favoravelmente sobre a nova coerência reminiscente de The Fall, Duncan Conrad do Drowned in Sound observou a "lista de convidados radicalmente reduzida" e a "simplicidade escrita na estrada" que são mais parecidas com a oferta do fã-clube da banda em 2010 do que o "inchado" Humanz. Smith, da NME, elogiou o álbum como mais conciso e menos "genérico" do que seu predecessor imediato "inchado". Rachel Finn, do DIY, disse que o álbum é "fácil de sentar e ouvir".
A revista russa GQ elegeu The Now Now como o 18º melhor álbum de 2018.

## Faixas
Adaptado de iTunes.
| N.º | Título                                           | Produtor(es)         | Duração |  |
| 1.  | "Humility" (part. George Benson)                 | Gorillaz Ford Kabaka | 3:17    |  |
| 2.  | "Tranz"                                          |                      | 2:42    |  |
| 3.  | "Hollywood" (part. Snoop Dogg e Jamie Principle) |                      | 4:53    |  |
| 4.  | "Kansas"                                         |                      | 4:08    |  |
| 5.  | "Sorcererz"                                      |                      | 3:00    |  |
| 6.  | "Idaho"                                          |                      | 3:42    |  |
| 7.  | "Lake Zurich"                                    | Gorillaz Ford Kabaka | 4:14    |  |
| 8.  | "Magic City"                                     |                      | 3:59    |  |
| 9.  | "Fire Flies"                                     |                      | 3:53    |  |
| 10. | "One Percent"                                    |                      | 2:21    |  |
| 11. | "Souk Eye"                                       |                      | 4:34    |  |

## Desempenho nas tabelas
| Paradas (2018)                                    | Melhor posição |
| ------------------------------------------------- | -------------- |
| Alemanha (Offizielle Top 100)                     | 10             |
| Austrália (ARIA Charts)                           | 4              |
| Áustria (Ö3 Austria Top 40)                       | 8              |
| Bélgica (Ultratop 50 Flandres)                    | 5              |
| Bélgica (Ultratop 40 Valônia)                     | 2              |
| Canadá (Canadian Albums Chart)                    | 4              |
| Croácia (HDU International Albums)                | 2              |
| Dinamarca (Hitlisten)                             | 27             |
| Escócia (Scottish Albums Chart)                   | 4              |
| Espanha (PROMUSICAE)                              | 11             |
| Estados Unidos (Billboard 200)                    | 4              |
| Estados Unidos (Billboard Top Alternative Albums) | 2              |
| Estados Unidos (Billboard Top Rock Albums)        | 2              |
| Finlândia (IFPI)                                  | 17             |
| França (SNEP)                                     | 6              |
| Grécia (IFPI)                                     | 28             |
| Holanda (Mega Charts)                             | 5              |
| Hungria (MAHASZ)                                  | 7              |
| Irlanda (IRMA)                                    | 4              |
| Itália (FIMI)                                     | 17             |
| Japão (Billboard Japan)                           | 41             |
| Japão (Oricon)                                    | 39             |
| México (AMPROFON)                                 | 3              |
| Noruega (VG-lista)                                | 7              |
| Nova Zelândia (RMNZ)                              | 9              |
| Polônia (ZPAV)                                    | 27             |
| Portugal (AFP)                                    | 8              |
| Reino Unido (UK Albums Chart)                     | 5              |
| Suécia (Sverigetopplistan)                        | 18             |
| Suíça (Romandia)                                  | 1              |
| Suíça (Schweizer Hitparade)                       | 3              |

| Paradas (2018)                                    | Posição |
| ------------------------------------------------- | ------- |
| Bélgica (Ultratop 50 Flandres)                    | 70      |
| Bélgica (Ultratop 40 Valônia)                     | 137     |
| Estados Unidos (Billboard Top Alternative Albums) | 30      |
| Estados Unidos (Billboard Top Rock Albums)        | 57      |
| Hungria (MAHASZ)                                  | 82      |
| México (AMPROFON)                                 | 72      |